# Долна Чарлия
Долна Чарлия (на македонска литературна норма: Долна Чарлија) е село в югозападната част на Северна Македония, община Могила. Намира се на 15 километра североизточно от Битоля, на левия бряг на река Църна (Черна).

## География
Селото е равнинно разположено в областта Пелагония, на 18 km североизточно от град Битоля и на 8 km от общинския център Могила. Името идва от турското чаир, ливада. На север е по-малкото село Горна Чарлия. В миналото двете села често са разбирани и представяни като едно под названието Чарлия. И двете села са на левия бряг на Църна река, но не до самото корито вероятно и поради поройния характер на реката и опасността от заливане на къщите.

## История
Църквата в селото „Свети Димитър“ е изградена в 1877 година или в 1895 година върху стари основи.
Според статистиката на Васил Кънчов („Македония. Етнография и статистика“) от 1900 година Долно Чарлий е населявано от 325 жители, всички българи.
На Етнографската карта на Битолския вилает на Картографския институт в София от 1901 година Долно Чарлия е чисто българско село в Битолската каза на Битолския санджак с 27 къщи.
След Илинденското въстание в началото на 1904 година цялото село минава под върховенството на Българската екзархия. По данни на секретаря на екзархията Димитър Мишев („La Macédoine et sa Population Chrétienne“) в 1905 година в Долна Чарлия има 208 българи екзархисти и функционира българско училище.
По време на Балканската война 4 души от Чарлия се включват като доброволци в Македоно-одринското опълчение.
През войната селото е окупирано от сръбски части и остава в Сърбия след Междусъюзническата война.
По време на Първата световна война Долно-Чарлия е част от Добрушевска община и има 200 жители.
Населението на селото намалява вследствие на емиграция към Битоля, Скопие, Европа и презокеанските земи. Според преброяването през 2021 година в селото живеят 165 души.
| Година    | 1948 | 1953 | 1961 | 1971 | 1981 | 1991 | 1994 | 2002 | 2021 |
| --------- | ---- | ---- | ---- | ---- | ---- | ---- | ---- | ---- | ---- |
| Население | 428  | 474  | 538  | 457  | 507  | 254  | 236  | 198  | 165  |

Националността се отнася за 2002 година.
| Националност     | Всичко |
| северномакедонци | 198    |
| албанци          | 0      |
| турци            | 0      |
| цигани           | 0      |
| власи            | 0      |
| сърби            | 0      |
| бошняци          | 0      |
| други            | 0      |

## Личности
Родени в Чарлия (Долна или Горна)
- Веле Радобореца, македоно-одрински опълченец, четата на Милан Матов[10]
- Димитър Талев Котев (1875 или 1882 - след 1943), български революционер, селски войвода на ВМОРО, македоно-одрински опълченец, четата на Славчо Пирчев[11]
- Коте Неданов (1890 – ?), македоно-одрински опълченец, 2 рота на 4 битолска дружина[12]
- Петко Велев (1888 – ?), македоно-одрински опълченец, 1 рота на 4 битолска дружина[13]
- Тане Чарлийски (? – 1651), български хайдутин

Починали в Чарлия
- Георги Мъртвара, четник при Георги Сугарев и Димко Могилчето[14]
- Тодор Байрактаров (? – 1902), български революционер